# Fatman Scoop
Isaac Freeman III (n. 6 august 1968, New York City, New York, SUA – d. 31 august 2024, Connecticut, SUA), mai cunoscut sub numele său de scenă Fatman Scoop, a fost un rapper american. 

## Carieră
Fatman Scoop a ieșit în evidență cu lansarea single-ului Be Faithful, care a ocupat primul loc în topurile din Regatul Unit și Irlanda în octombrie 2003 și a ajuns în primii zece în topurile din Danemarca și Australia. Cântecul a fost un favorit în cluburile din întreaga lume de ani de zile, dar a fost nevoie de doi ani pentru a șterge mostrele de la Jay-Z, Black Sheep⁠(d), Queen Pen⁠(d), The Beatnuts⁠(d) și Faith Evans. A colaborat cu numeroși artiști, precum Lil Jon, Mariah Carey, Janet Jackson, Whitney Houston, Pitbull și Skrillex.
În 2004 a apărut în serialul de televiziune britanic Chancers, difuzat pe Channel 4⁠(d), în care îndruma șase muzicieni britanici care încercau să aibă succes în Statele Unite. În iulie 2018, Scoop a apărut pe remixul single-ului Ciarei, Level Up, care a inclus-o și pe Missy Elliott; remixul single-ului a fost primul cântec care a inclus toți cei trei artiști de la Lose Control din 2005.
În iulie 2024, Fatman Scoop a colaborat cu Tech N9ne⁠(d) pe single-ul No Popcorn. Pe 30 august 2024, în aceeași zi în care a avut colapsul care a dus la moartea sa, Scoop a lansat două noi single-uri: Let It Go, cu Dyce Payso, și Our House, alături de formația olandeză de muzică electronică Bingo Players & echipa americană de DJ Disco Fries⁠(d).

## Decesul
La 30 august 2024, Freeman s-a prăbușit în timpul unui spectacol în Hamden, Connecticut⁠(d) și a fost transportat de urgență la un spital, unde a murit în dimineața următoare, la vârsta de 53 de ani. Sharron Elkabas, CEO-ul firmei de PR a lui Freeman, a declarat pentru The Hollywood Reporter că Freeman a consumat o băutură energizantă înainte de a urca pe scenă și că acesta "nu a băut niciodată băuturi energizante, dar a făcut-o înainte de acest spectacol".

## Discografie
- Fatman Scoop's Party Breaks: Volume 1 (2003)
- In the Club (2006)
- Party King (2015)

## Premii și nominalizări
- 2005: Premiul Grammy pentru cel mai bun cântec rap - Nominalizat - (Lose Control, cu Missy Elliott & Ciara)
- 2005: Smash Hits Poll Winners Party - Star Of The Year - Câștigat - (votată cea mai bună personalitate generală în 2005 de către cititorii Smash Hits)
- 2005: Premiul Grammy pentru cel mai bun videoclip muzical în formă scurtă - Câștigat - (Lose Control, cu Missy Elliott & Ciara)
- 2006: Soul Train Music Award pentru cel mai bun videoclip R&B/Soul sau Rap Dance Cut - Câștigat - (Lose Control, cu Missy Elliott & Ciara)